# NGC 834
NGC 834 is een spiraalvormig sterrenstelsel in het sterrenbeeld Andromeda. Het hemelobject werd op 21 september 1786 ontdekt door de Duits-Britse astronoom William Herschel.

## Synoniemen
- PGC 8352
- UGC 1672
- IRAS02080+3725
- MCG 6-5-99
- ARAK 77
- ZWG 522.128
- KUG 0208+374